# Carnaval do Uruguai

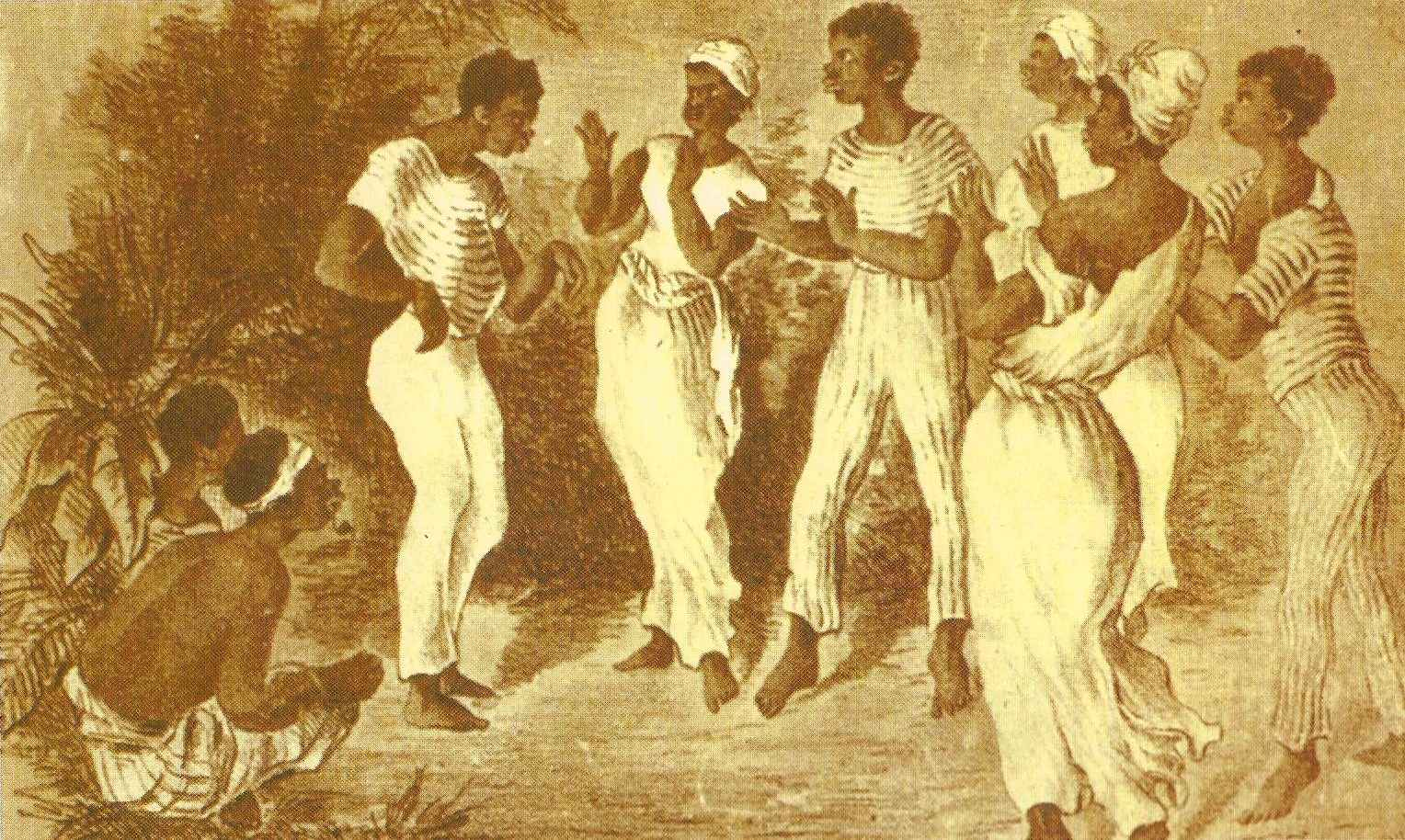
Afro-uruguaios em celebração de Candombe, 1870

Carnaval do Uruguai é um dos mais longos do mundo, com mais de 40 dias de festa.
Ocorre geralmente de janeiro a março, o Carnaval do Uruguai tem celebrações na capital: Montevidéu.
O festival é realizado no mesmo estilo europeu, com elementos das culturas bantu e também Angola Benguela importado com os escravos nos tempos coloniais. As principais atrações do carnaval uruguaio incluem dois desfiles coloridos chamados de Desfile de carnaval e Desfile de Llamadas ou Comparsas. 
Durante os quarenta dias, teatros populares chamado tablados são construídos em muitos lugares ao longo das cidades, sobretudo na capital uruguaia. Tradicionalmente, formada por homens e agora começa a ser aberto para as mulheres, os diferentes grupos de carnaval chamado principalmente murgas, lubolos ou parodistas, a realizar uma espécie de ópera popular na tablados. e os solicita grupos formados basicamente por bateristas tocando o tamboril, executando candombe, foliões também usam trajes do festival. cada um tem seu próprio tema, mulheres se vestem elegantemente de vedetes, com brilhante vestido são chamadas e dar o toque sensual nos desfiles. 